# Compiz Fusion
Compiz Fusion is een compositing windowmanager voor Unix-achtige besturingssystemen waaronder Linux. Het is een resultaat van de fusie tussen Beryl en Compiz-extra, een groep die voor verschillende plug-ins voor Compiz zorgde. Het programma neemt het beheer van het uiterlijk van de vensters van draaiende programma's over. Kenmerkend voor Compiz Fusion is een groot aantal effecten, schaduwen en animaties die zijn toegevoegd aan simpele handelingen als bijvoorbeeld het minimaliseren van een venster. Die effecten, die worden gerealiseerd door plug-ins, komen voor het grootste deel uit de oudere aparte projecten Beryl en Compiz. De ideeën achter diverse plug-ins zijn schatplichtig aan vergelijkbare effecten in onder andere Apples Mac OS X-besturingssysteem.

## Plug-ins
De belangrijkste plug-ins zijn:
- Animation
- Color filter
- Expo
- Enhanced Zoom Desktop
- JPEG
- Negative
- Opacify
- Put
- Resize info
- Ring Switcher
- Shift Switcher
- Scale Addons
- Snapping Windows
- Text
- Window Previews
- Viewport Switcher
- Desktop Wall
- Window Rules
- Workarounds

Daarnaast past Compiz Fusion effecten toe op het bureaublad. Zo is het bijvoorbeeld mogelijk om te wisselen tussen meerdere virtuele bureaubladen (desktops). Hierbij worden de vier bureaubladen op een kubus weergegeven, waar de gebruiker als het ware omheen draait.